# عبد الرحمن الفزازي
أبو زيد عبد الرحمن بن يخلفتان بن أحمد الفزازي (توفي في فاس سنة 627/1230) كان شاعرًا وصوفيًا. وهو معروف بشكل خاص بقصيدة الوسائل المتقابلة، وهي قصيدة طويلة في مدح النبي محمد. كان صديق أبي إسحاق إبراهيم الكانمي